# National Highway 96
National Highway 96 (NH 96) ist eine Hauptfernstraße im Bundesstaat Uttar Pradesh im Norden des Staates Indien mit einer Länge von 160 Kilometern. Sie beginnt in Faizabad am NH 28 und führt über Sultanpur zur Metropole Prayagraj an den NH 2.